# Gruitrode

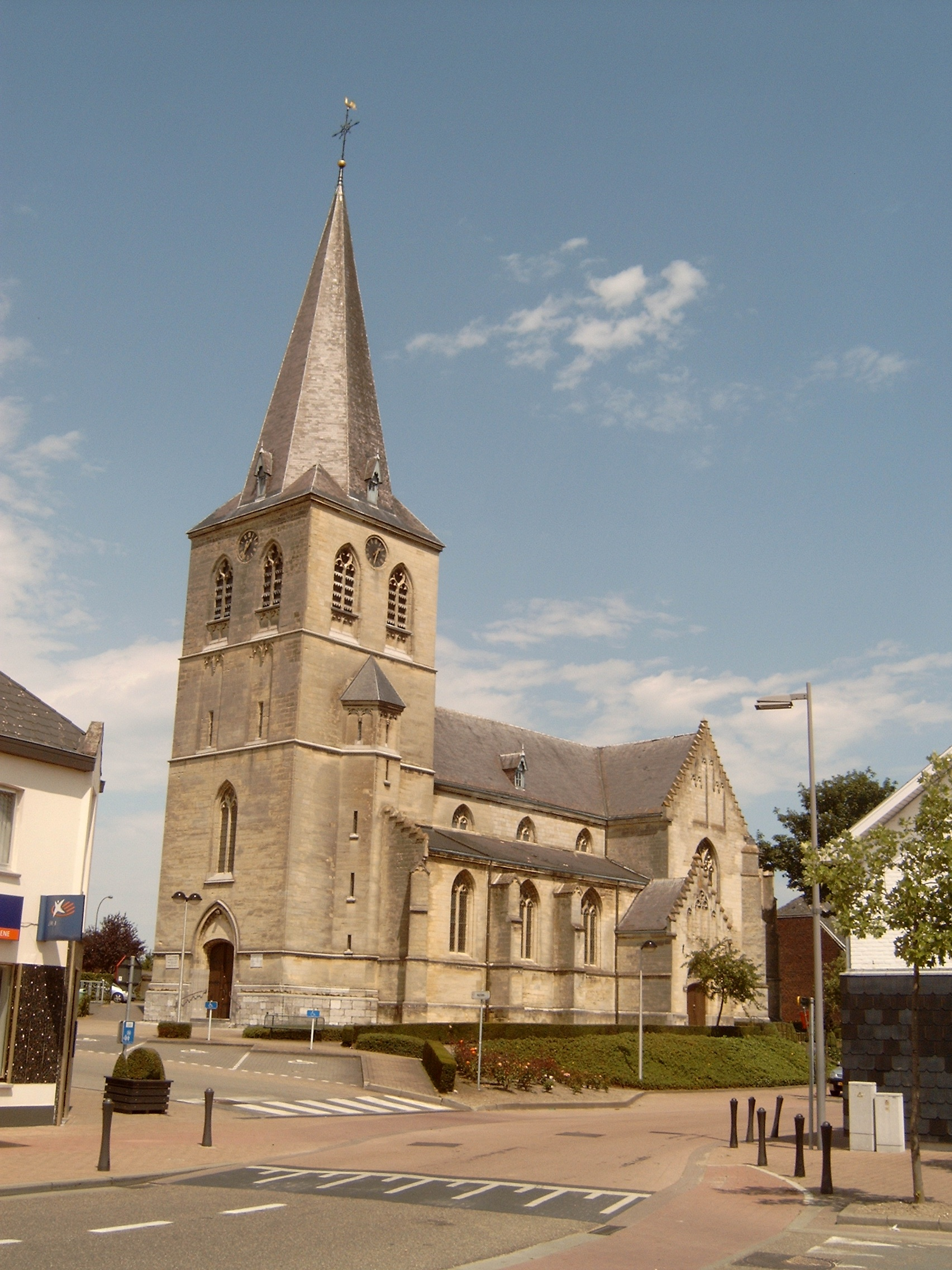
Gruitrode, Sint-Gertrudiskerk

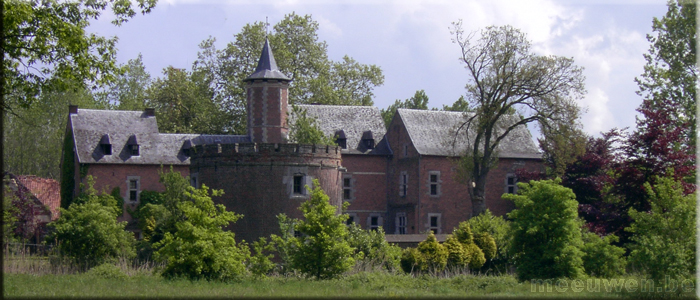
Commanderij van Gruitrode

Gruitrode (Limburgs: Roj) is een dorp en deelgemeente van de gemeente Oudsbergen in Belgisch Limburg. Tot 1977 was het een zelfstandige gemeente, daarna fuseerde het met Meeuwen tot de nieuwe gemeente Meeuwen-Gruitrode die op zijn beurt in 2019 fuseerde met Opglabbeek om Oudsbergen te vormen.
Gruitrode kent, naast het eigenlijke dorp, de volgende gehuchten: Boshoven, Neerhoven, Ophoven en Muisven. Daarnaast heeft tot 1970 ook Opsolt, dat op 1 januari 1971 bij Opitter werd gevoegd, tot Gruitrode behoord.

## Etymologie
Gruitrode werd voor het eerst schriftelijk vermeld in 1078, en wel als Roda. Pas in de 2e helft van de 13e eeuw is er sprake van Gruytroede. Het woord gruit heeft betrekking op grof zand, en roda staat voor ontginning. Een andere lezing is, dat gruit betrekking heeft op Sint-Gertrudis, de patroonheilige van de parochie.

## Geschiedenis
Oorspronkelijk vond men hier het Gruitroderbos, een boscomplex van 5.000 ha waarvan 2.575 ha op het huidige grondgebied van Gruitrode lag. Het werd als gemeenschappelijk bezit door de omliggende dorpen gebruikt, en in 1390 vond een afbakening plaats tussen de verschillende dorpen. Door overbeweiding ging het oorspronkelijke eikenbos over in heide, de Gruitroderheide. Vanaf 1853 werd dit gebied met naaldhout beplant en omstreeks 1875 was de herbebossing vrijwel voltooid. Hiervan is ook tegenwoordig nog 1.589 ha op Gruitroder grondgebied aanwezig.
Van bewoning in het gebied getuigen archeologische vondsten, zoals een ringwalheuvel uit de bronstijd, scherven uit de La Tène-periode, bewoningssporen uit de late ijzertijd, en een Romeins grafveld.
Gruitrode behoorde in de Middeleeuwen tot het domein van de Graven van Loon. Op 5 maart 1346 verkocht Graaf Diederik van Heinsberg het echter aan de aartsbisschop van Keulen, waaraan Gruitrode toen leenplichtig werd. Het werd in leen gegeven aan de graaf van Chiny, die een neef was van Diederik, en die een kasteel had in Gruitrode. Toen Loon in 1366 bij het Prinsbisdom Luik werd gevoegd, bleef de heerlijkheid Gruitrode onder Keulen vallen en bleef eigendom van de familie Van Heinsberg. In 1417 verkocht Jan, die heer van Gulik, Heinsberg en Leeuwenberg was, de heerlijkheid aan Ivan van Cortenbach, landcommandeur van de Duitse Orde in Alden Biesen. Op de plaats van het vroegere kasteel werd nu een Commanderij gebouwd. Deze bleef leenplichtig aan het Aartsbisdom Keulen, maar in 1432 werd de leenplichtigheid afgekocht door de verkoop van drie Duitse dorpen aan de Aartsbisschop. Nu was Gruitrode een allodium geworden en bleef dit tot de afschaffing van het ancien régime op het eind van de 18e eeuw.
Gruitrode was regelmatig het toneel van plunderingen, zoals in 1636 door troepen van Jan van Werth, en in 1642 door Spaanse troepen. Ook de Slag van Sint-Nicolaasdag 1648 eiste het leven van 17 Gruitrodenaren. In 1652 plunderden de troepen van Karel IV van Lotharingen het dorp en Opsolt. Bovendien bezetten zij de Commanderij, welke pas na twee jaar door Duitse troepen kon worden ontzet.
Het kerkelijk middelpunt van Gruitrode was waarschijnlijk de Sint-Willibrorduskapel te Muisven. Een kerk in Gruitrode werd waarschijnlijk pas na 1078 gesticht. In 1272 werd het tiendrecht door de Graaf van Loon geschonken aan de Abdij van de Godsberg te Neeroeteren. Deze verhuisde echter in 1275 naar de Abdij van Oriënten te Rummen, welke ook het tiendrecht overnam. In 1417 kwam het tiendrecht aan de Duitse Orde, welke ook het patronaatsrecht verwierf. Deze orde bouwde in 1420 een nieuwe kerk.

## Demografie

### Demografische ontwikkeling voor de fusie
- Bronnen:NIS, Opm:1831 tot en met 1961=volkstellingen

### Demografische ontwikkeling van de fusiegemeente
Alle historische gegevens hebben betrekking op de voormalige gemeente zoals ontstaan na de fusie met Neerglabbeek op 1 januari 1971.
- Bronnen:NIS, Opm:1831 tot en met 1970=volkstellingen; 1976 = inwoneraantal op 31 december

## Bezienswaardigheden
- De Oudsberg, de hoogste landduin van Vlaanderen
- De Commanderij van Gruitrode die ondergeschikt was aan Alden Biesen
- De Sint-Gertrudiskerk die in opdracht van Ivan van Cortenbach, commandeur in Gruitrode werd gebouwd
- De Rooiermolen, een watermolen op de Itterbeek, direct over de grens met Opitter
- De Willibrorduskapel in het gehucht Muisven
- De Boskapel aan de Geuzenbaan

## Natuur en landschap
Gruitrode ligt op het Kempens Plateau, op een hoogte van 64 tot 85 meter. Vlak bij Gruitrode ontspringt de Itterbeek, en ook de Commanderij ligt daar aan. De Wijshagerbeek ontspringt eveneens op Gruitrodes grondgebied. De beekvalleien, vroeger in gebruik als hooiland, vormen tegenwoordig natuurgebieden.
Ten zuiden van Gruitrode strekt zich de Duinengordel uit. De Gruitroderheide was één der grootste aaneengesloten heidegebieden in de Kempen, en nog steeds zijn er aanzienlijke heiderestanten en stuifzandgebieden, waarvan de Oudsberg het grootste van Vlaanderen is. Ook ligt daar de Kruisberg.
De Gruitroderheide werd in 1853 verdeeld over de aanliggende gemeenten en vervolgens werd ze in hoog tempo bebost met naaldhout. Nog steeds nemen de bossen een oppervlakte van 1.589 ha in. Ze behoren tegenwoordig tot het gebied Duinengordel en omvatten het Gruitroderbos (600 ha), de Ophovenerheide en de Solterheide. In het Gruitroderbos bevindt zich de historische Geuzenbaan. In de Ophovenerheide vindt men het Zwartven.
Vanuit het centrum van Gruitrode zijn wandelingen uitgezet die door de natuurgebieden in de omgeving van deze plaats lopen.

## Evenementen
Ieder jaar worden er in Gruitrode enkele evenementen georganiseerd, waaronder de Royse Feesten. Sinds 2008 vindt in de maanden mei het eendaags muziekfestival Ruusrock plaats.

## Geboren in Gruitrode
- Phil Bosmans (1922-2012), pater van de congregatie der Montfortanen, schrijver en bezieler van de Bond zonder Naam

## Nabijgelegen kernen
Opglabbeek, Meeuwen, Wijshagen, Bree, Neerglabbeek